# Nowiny (powiat człuchowski)
Nowiny (kaszb. Nowinë) – mała kaszubska kolonia w Polsce położona w województwie pomorskim, w powiecie człuchowskim, w gminie Przechlewo. 
Osada jest częścią składową sołectwa Pawłówko .
W latach 1975–1998 miejscowość położona była w województwie słupskim.